# Élections législatives de 1857 dans la 5e circonscription du Nord
Les élections législatives françaises de 1857 dans la 5e circonscription du Nord se déroulent le 21 juin 1857.

## Circonscription
La 5e circonscription du Nord était composée en 1857 des cantons de Bergues, Bourbourg, Dunkerque-Est, Dunkerque-Ouest, Gravelines, Hondschoote et Wormhout.

## Contexte
Alfred de Clebsattel député sortant et conseiller général du canton de Dunkerque-Est se représente pour un second mandat, face à lui Louis Joos le conseiller général du canton de Bergues.

## Résultats[1]
- Député sortant : Alfred de Clebsattel (Majorité dynastique)

| Candidat         | Candidat              | Parti               | Premier tour | Premier tour | Second tour | Second tour |
| Candidat         | Candidat              | Parti               | Voix         | %            | Voix        | %           |
| ---------------- | --------------------- | ------------------- | ------------ | ------------ | ----------- | ----------- |
|                  | Alfred de Clebsattel* | Majorité dynastique | 11 259       | 60,93        |             |             |
|                  | Louis Joos            | Monarchiste         | 7 258        | 39,27        |             |             |
| Inscrits         | Inscrits              | Inscrits            | 25 064       | 100,00       |             |             |
| Abstentions      | Abstentions           | Abstentions         | 6 508        | 25,96        |             |             |
| Votants          | Votants               | Votants             | 18 557       | 74,03        |             |             |
| Blancs et nuls   | Blancs et nuls        | Blancs et nuls      | 39           |              |             |             |
| Exprimés         | Exprimés              | Exprimés            | 18 478       |              |             |             |
| * député sortant |                       |                     |              |              |             |             |